# Ian Maclaren
Pour les articles homonymes, voir MacLaren.
Ne pas confondre avec Ian Maclaren (acteur).
Ian Maclaren, de son vrai nom John Watson, né le 3 novembre 1850 et mort le 6 mai 1907, est un presbytérien de l'Église libre d'Écosse ainsi qu'un auteur de fiction sous le pseudonyme Ian Maclaren.

## Œuvres

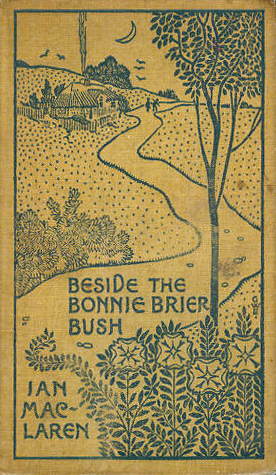
Couverture de Beside the Bonnie Briar Bush (1894).

### Fictions par Ian Maclaren
- 1894 : Beside the Bonnie Brier Bush
- 1895 : The Days of Auld Lang Syne
- 1895 : A Doctor of the Old School
- 1896 : Kate Carnegie and those Ministers
- 1898 : Afterwards and other Stories
- 1898 : Rabbi Saunderson
- 1899 : Young Barbarians
- 1907 : Graham of Claverhouse

### Essais par Ian Maclaren
- 1896 : The Cure of Souls
- 1898 : Companions of the Sorrowful Way
- 1900 : Church Folks
- 1912 : Books and Bookmen
- 1899 : ‘’The Light of the World or The Bible illuminated and Explained

### Sermons par John Watson
- 1895 : The Upper Room
- 1896 : The Mind of the Master
- 1897 : The Potter's Wheel
- 1898 : Companions of the Sorrowful Way
- 1899 : In Answer to Prayer: The Touch of the Unseen

### Autres ouvrages par John Watson
- 1907 : The Scot of the eighteenth century: his religion and his life
- 1912 : Children of the Resurrection

## Aphorisme
Ian Maclaren est l'auteur de cette citation, souvent attribuée à tort à Platon ou à Philon d'Alexandrie.

« Everyone you meet is fighting a battle you know nothing about. Be kind. Always. »

La plus ancienne mention de l'esprit de cette citation se trouve dans l'édition de Noël 1897 du British Weekly, écrite par Ian Maclaren : 

« Be pitiful, for every man is fighting a hard battle. »